# A Romance of the Western Hills
A Romance of the Western Hills er en amerikansk stumfilm fra 1910 af D. W. Griffith.

## Medvirkende
- Mary Pickford
- Alfred Paget
- Arthur V. Johnson
- Dorothy West
- Dell Henderson